# باشگاه ورزشی ال ناسیونال
باشگاه دپورتیوو اِل ناسیونال یک باشگاه ورزشی اکوادوری مستقر در کیتو است که بیشتر به خاطر تیم فوتبال حرفه‌ای خود شناخته می‌شود. اِل ناسیونال در سری آ اکوادور، بالاترین سطح فوتبال حرفه‌ای اکوادور و در ورزشگاه المپیکو آتاهوالپا بازی می‌کند. این تیم تا بحال ۱۳ بار قهرمان لیگ اکوادور و یک بار قهرمان جام حذفی شده است.